# Раде-бай-Рендсбург
Раде-бай-Рендсбург (нім. Rade bei Rendsburg) — громада в Німеччині, розташована в землі Шлезвіг-Гольштейн. Входить до складу району Рендсбург-Екернферде. Складова частина об'єднання громад Айдерканаль.
Площа — 6,52 км2. Населення становить 211 ос. (станом на 31 грудня 2020).